# Festklänge
 (février 2024).
Si vous disposez d'ouvrages ou d'articles de référence ou si vous connaissez des sites web de qualité traitant du thème abordé ici, merci de compléter l'article en donnant les références utiles à sa vérifiabilité et en les liant à la section « Notes et références ».
Festklänge (« Bruits de fête ») est un poème symphonique de Franz Liszt créé à Weimar en 1854.
Des roulements de tambour introduisent une sorte de marche joyeuse quelque peu pastorale (thème M). Après une reprise de cette dernière dans une autre tonalité, est introduit un thème extrêmement doucereux chromatique et sentimental (thème S) qui laisse aussitôt la place à un troisième thème empreint de nostalgie (thème N). Ces deux derniers thèmes étant exécutés par les cordes. Le thème N se module alors jusqu'à introduire un dialogue entre sa forme enjouée et martiale. Le thème S, jusque-là à peine esquissé, réapparaît en pianissimo afin d'introduire un thème tout nouveau, sorte de valse mélancolique qui se déploie en chromatisme (thème V).[réf. nécessaire]